# Список жінок Біблії
Список жінок Біблії є переліком персонажів Писання, з якими пов'язані будь-які сюжети. Імена, що фігурують лише у генеалогічних списках, відсутні.

## Старий Заповіт
Більшість із жінок, що фігурують у Старому Заповіті як самостійний персонажі, вшановуються як пророчиці або праматері.

### П'ятикнижжя
- Жінки Адама:
  - Єва
- Жінки Авраама:
  - Сара — дружина
  - Агар — наложниця
  - Хеттура — дружина після смерті Сари
- Жінки Лота:
  - Дружина Лота
  - Старша дочка Лота, родоначальниця моавитян
  - Молодша дочка Лота, родоначальниця аммонітян
- Ноема — сестра Тувалкаїна
- Ревекка — жінка Ісаака
- Жінки Якова:
  - Лія
  - Рахиль
  - Білга, служниця Рахіли
  - Зілпа, служниця Лії
  - Дочки Якова:
    - Діна, дочка Якова та Лії
- Тамар — невістка Юди
- Жінки Йосипа:
  - Дружина Потифара
  - Асенета, його дружина
- Жінки Мойсея:
  - Йохаведа, мати
  - Міріам, сестра
  - Ціппора, жінка

### Книга Ісуса Навина
- Раав, блудниця

### Книга Суддів
- Девора, пророчиця
- Яїл, яка вбила молотком полководця Сисару
- Дочка Їфтаха, принесена Їфтахом за обітницею в жертву
- Жінка Маноаха (за мидрашам її ім'я Цлелпоніс або Ацлелпоні) — мати Самсона, якій явився ангел
- Даліла
- Наложниця левіта

### Книга Рут
- Рут
- Ноема — її свекруха
- Орфа — друга невістка Ноеми, стане матір'ю Ґоліята

### Книги Царів
- Анна, мати пророка Самуїла
- Аендорська чарівниця
- Жінки царя Саула:
  - Ахіноамь, дочка Ахімааса — дружина
  - Ріцпа, дочка Айя — наложниця
- Жінки царя Давида:
  - Авігайла — жінка звинуваченого Навала, відтак дружина Давида
  - Авішага Сунамитянка — служниця старого Давида, що зігрівала йому постіль
  - Хаггіта — дружина Давида, мати Адонії
  - Ветсавія — вдова Урії Хеттеянина, дружина Давида та мати Соломона
  - Мааха — дружина Давида, мати Авесалома
    - Тамар — дочка Давида та Маахи, була збезчещена своїм єдинородним братом Амноном

  - Міхоль — дочка Саула, перша дружина Давида
  - Мааха (дочка Авессалома)
- Жінки царя Соломона:
  - Цариця Савська
  - Наама — дружина Соломона, мати Ровоама. Єдина з безлічі дружин Соломона, яку згадано за іменем
- Юдея (Південне царство):
  - Тамар — онучка Давида, дочка Авесалома, дружина 1-го юдейського царя Ровоама, мати 2-го юдейського царя Авії.
  - Готолія (Аталия), дружина 5-го юдейського царя Йорама, мати 6-го царя Ахазії. Вбивала всіх нащадків Давида. Страчена мечем.
  - Цив'я — дружина 6-го юдейського царя Ахазії, мати 7-го юдейського царя Йоаса
  - Йосавет — дочка 5-го юдейського царя Йорама, дружина первосвященника Йодая, рятівниця малолітнього Йоас (цар Юдеї)
- Ізраїль (Північне царство):
  - Єзавель — розпусна цариця, дружина ізраїльського царя Ахава

### 3-я та 4-я книги Царів
- Хульда, пророчиця
- Сонамитянка, благочестива жінка, що виявила гостинність пророку Єлисею
- Сарептська вдова, благочестива жінка, що виявила гостинність пророку Ілії, який воскресив її сина

### Книга Юдити
- Юдита

### Книга Естери
- Есфір
- Астинь, перша дружина царя

### Книги пророків
- Сусанна, яку звинуватили старці
- Ноадія, лжепророчиця

## Новий Заповіт

### Євангелія
- Свята Єлисавета
- Анна, пророчиця
- Мати Богородиці (за апокрифами — Свята Анна)
- Жінки Ирода:
  - Іродіада
  - Саломія
- Євангельські Марії:
  - Діва Марія
  -  Марія Магдалина
  - Марія Клеопова
  - Марта і Марія
- Жінка біля криниці — безіменна в тексті, пізніше отримала ім'я Фотина Самарянка
- Персонажі діянь Ісуса Христа (чудес та притч):
  - Теща святого Петра
  - Удова Наінська
  - Кровоточива жінка
  - Хананеянка
  - Грішниця, яку звинуватили у перелюбі
- Жінки-мироносиці
  - Іванна Мироносиця
- Дружина Понтія Пілата (за апокрифами — Клавдія Прокула)
- Раба придверниця, що спокусила Петра
- Сусанна (Лк. 8:3)

### Діяння апостолів

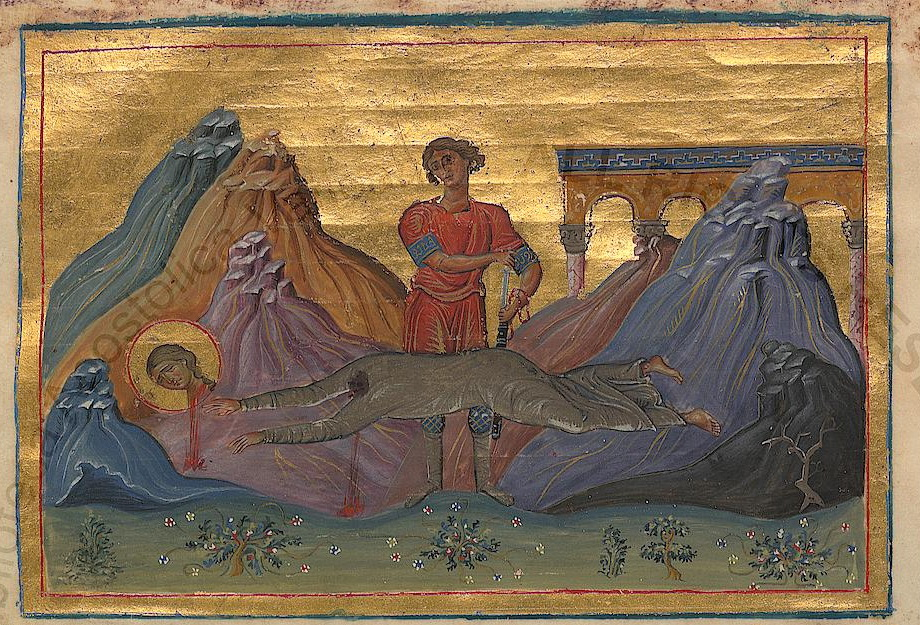
Мучеництво св. Єрміонії

- Верніка — дочка Ірода Агріппи I
- Єрміонія Ефеська — пророчиця, дочка апостола Пилипа
- Лідія з Тіатір
- Пріскілла — дружина Акіли, апостола від 70
- Сапфіра — персонаж діянь Петра
- Свята Тавіфа

### Послання апостолів
- Апфія Колосська — рівноапостольна
- Лоїда — мати Тимофія, Евніка — бабуся

### Одкровення
- Вавилонська блудниця — символічний образ
- Жінка, зодягнена в сонце — символічний образ